# Maurs
Maurs [mɔʁs] est une commune française située dans le département du Cantal, en région Auvergne-Rhône-Alpes. La ville est aussi appelée Maurs-la-Jolie.

## Géographie
La commune est située dans le Massif central sur la Rance dans le département du Cantal, entre l'Aveyron et le Lot.
Elle s'insère dans le bassin de Maurs qui fait partie du territoire de la Châtaigneraie. Le paysage offre un relief de plaine collineuse à la topographie très douce, dans laquelle l’érosion a dégagé un chapelet de buttes témoins, au sommet arrondi ou tabulaire. Le relief peu contraignant, associé à un climat clément, a permis une colonisation précoce par l’homme. L’activité agricole est tournée vers la polyculture et se caractérise encore aujourd’hui par son dynamisme, parmi les plus importants du Cantal. Dans ces paysages agricoles très humanisés, abondamment mis en valeur par une polyculture traditionnelle, alternent prairies et parcelles cultivées (maïs, céréales).

### Communes limitrophes
La commune est limitrophe du département du Lot.
Les communes limitrophes sont Quézac, Saint-Étienne-de-Maurs, Le Trioulou, Bagnac-sur-Célé, Linac, Saint-Cirgues et Saint-Constant-Fournoulès.
| Saint-Cirgues (Lot)   | Quézac      |                           |
| Linac (Lot)           | Maurs       | Saint-Étienne-de-Maurs    |
| Bagnac-sur-Célé (Lot) | Le Trioulou | Saint-Constant-Fournoulès |

### Climat
Pour des articles plus généraux, voir Climat d'Auvergne-Rhône-Alpes et Climat du Cantal.
En 2010, le climat de la commune est de type climat océanique altéré, selon une étude du CNRS s'appuyant sur une série de données couvrant la période 1971-2000. En 2020, Météo-France publie une typologie des climats de la France métropolitaine dans laquelle la commune est exposée à un climat de montagne ou de marges de montagne et est dans la région climatique Ouest et nord-ouest du Massif Central, caractérisée par une pluviométrie annuelle de 900 à 1 500 mm, maximale en automne et en hiver.
Pour la période 1971-2000, la température annuelle moyenne est de 12,7 °C, avec une amplitude thermique annuelle de 15,8 °C. Le cumul annuel moyen de précipitations est de 1 053 mm, avec 11,4 jours de précipitations en janvier et 7 jours en juillet. Pour la période 1991-2020, la température moyenne annuelle observée sur la station météorologique installée sur la commune est de 12,1 °C et le cumul annuel moyen de précipitations est de 1 157,8 mm,. Pour l'avenir, les paramètres climatiques de la commune estimés pour 2050 selon différents scénarios d'émission de gaz à effet de serre sont consultables sur un site dédié publié par Météo-France en novembre 2022.
| Mois                                  | jan.            | fév.           | mars           | avril         | mai           | juin           | jui.           | août           | sep.          | oct.          | nov.          | déc.           | année      |
| ------------------------------------- | --------------- | -------------- | -------------- | ------------- | ------------- | -------------- | -------------- | -------------- | ------------- | ------------- | ------------- | -------------- | ---------- |
| Température minimale moyenne (°C)     | 1,6             | 1,5            | 4              | 6,2           | 9,5           | 12,8           | 14,5           | 14,4           | 11,3          | 8,9           | 4,7           | 2,4            | 7,7        |
| Température moyenne (°C)              | 4,6             | 5,2            | 8,4            | 10,9          | 14,6          | 18,3           | 20,3           | 20,2           | 16,5          | 13,1          | 8             | 5,3            | 12,1       |
| Température maximale moyenne (°C)     | 7,6             | 8,9            | 12,8           | 15,7          | 19,8          | 23,7           | 26,1           | 26             | 21,8          | 17,3          | 11,4          | 8,3            | 16,6       |
| Record de froid (°C) date du record   | −11,4 13.01.03  | −13,2 09.02.12 | −11,2 01.03.05 | −2,9 07.04.08 | −0,1 06.05.10 | 4,8 13.06.1998 | 6,1 11.07.1993 | 5,4 29.08.1998 | 3 18.09.01    | −4,7 25.10.03 | −8 24.11.1998 | −10,4 16.12.01 | −13,2 2012 |
| Record de chaleur (°C) date du record | 18,1 05.01.1999 | 22,7 27.02.19  | 24,8 29.03.23  | 28,5 29.04.05 | 32,7 21.05.22 | 39 27.06.19    | 38 24.07.19    | 39,9 04.08.03  | 35,3 12.09.22 | 32 01.10.23   | 23 07.11.15   | 17,9 31.12.21  | 39,9 2003  |
| Précipitations (mm)                   | 113,4           | 87,8           | 88,2           | 110,8         | 106,5         | 75,6           | 58,9           | 79,2           | 91            | 98,4          | 122           | 126            | 1 157,8    |

## Urbanisme

### Typologie
Au 1er janvier 2024, Maurs est catégorisée bourg rural, selon la nouvelle grille communale de densité à 7 niveaux définie par l'Insee en 2022.
Elle appartient à l'unité urbaine de Maurs, une agglomération intra-départementale dont elle est ville-centre,. La commune est en outre hors attraction des villes,.

### Occupation des sols
L'occupation des sols de la commune, telle qu'elle ressort de la base de données européenne d’occupation biophysique des sols Corine Land Cover (CLC), est marquée par l'importance des territoires agricoles (69,8 % en 2018), une proportion sensiblement équivalente à celle de 1990 (69,6 %). La répartition détaillée en 2018 est la suivante : 
zones agricoles hétérogènes (44,3 %), forêts (25,9 %), prairies (24,3 %), zones urbanisées (4,3 %), terres arables (1,2 %). L'évolution de l’occupation des sols de la commune et de ses infrastructures peut être observée sur les différentes représentations cartographiques du territoire : la carte de Cassini (XVIIIe siècle), la carte d'état-major (1820-1866) et les cartes ou photos aériennes de l'IGN pour la période actuelle (1950 à aujourd'hui).

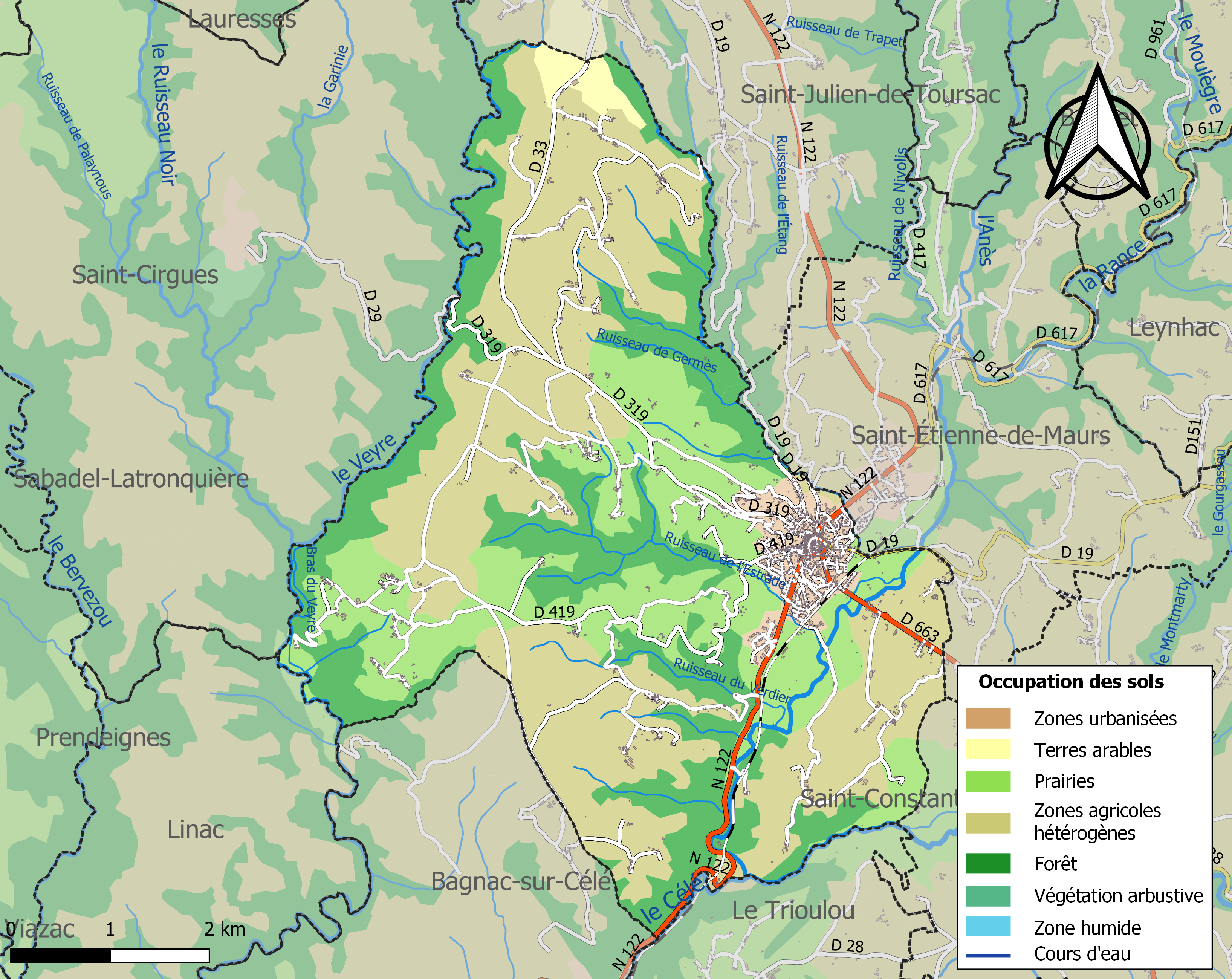
Carte des infrastructures et de l'occupation des sols de la commune en 2018 (CLC).

### Habitat et logement
En 2018, le nombre total de logements dans la commune était de 1 410, alors qu'il était de 1 375 en 2013 et de 1 364 en 2008.
Parmi ces logements, 74,1 % étaient des résidences principales, 14 % des résidences secondaires et 12 % des logements vacants. Ces logements étaient pour 71,4 % d'entre eux des maisons individuelles et pour 28,4 % des appartements.
Le tableau ci-dessous présente la typologie des logements à Maurs en 2018 en comparaison avec celle du Cantal et de la France entière. Une caractéristique marquante du parc de logements est ainsi une proportion de résidences secondaires et logements occasionnels (14 %) inférieure à celle du département (20,4 %) mais supérieure à celle de la France entière (9,7 %). Concernant le statut d'occupation de ces logements, 63,8 % des habitants de la commune sont propriétaires de leur logement (63,9 % en 2013), contre 70,4 % pour le Cantal et 57,5 pour la France entière.
| Typologie                                               | Maurs | Cantal | France entière |
| ------------------------------------------------------- | ----- | ------ | -------------- |
| Résidences principales (en %)                           | 74,1  | 67,7   | 82,1           |
| Résidences secondaires et logements occasionnels (en %) | 14    | 20,4   | 9,7            |
| Logements vacants (en %)                                | 12    | 11,9   | 8,2            |

## Toponymie
Attestée sous les formes Sanctus Petrus Mauricis, donnant ad Mauros en 941, un ancien poste romain occupé par des mercenaires maures.

## Histoire

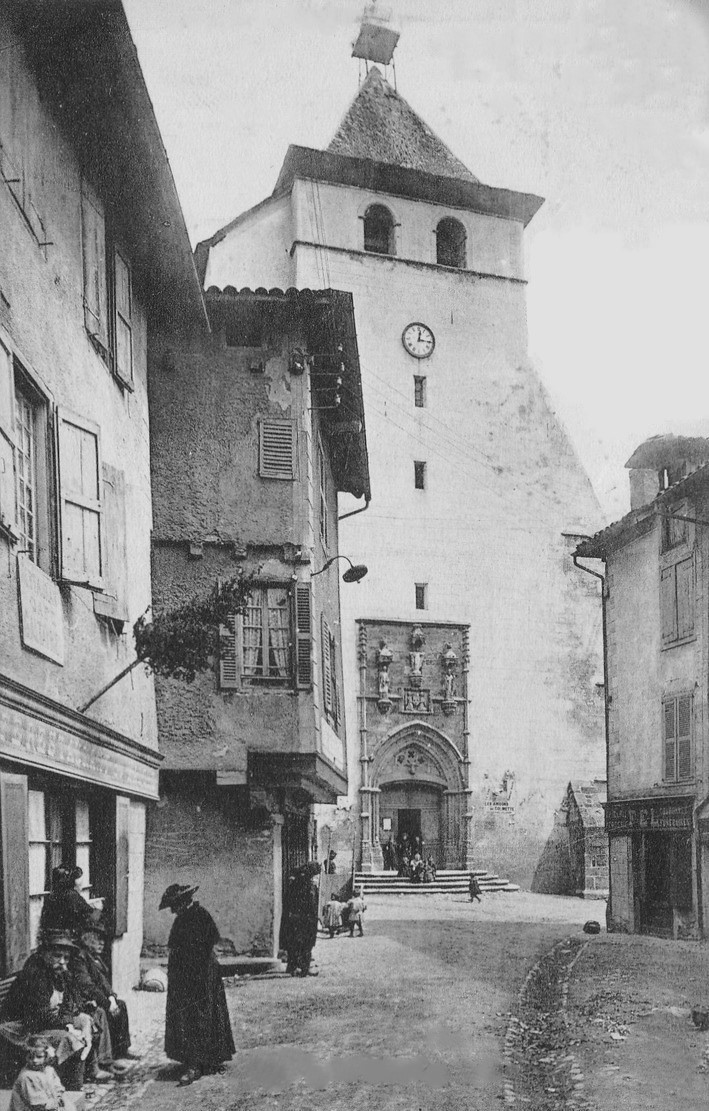
Le clocher de l'abbatiale au tout début du XXe siècle.

Le nom de Maurs est mentionné pour la première fois en 941, ce qui en fait une des villes les plus anciennes du Cantal. Une abbaye y est alors située, peut-être antérieure à la création de la ville. Maurs devient « Bonne ville » en 1260. Ce titre accordé par le roi Saint Louis signifie que Maurs était dotée d'une municipalité. Cela démontre également son importance, qui en fait un objet de rivalités entre plusieurs seigneurs tout au long du Moyen Âge.
Serrée autour de son clocher trapu, la cité a conservé la forme d'un cercle presque parfait que lui avaient donné ses remparts, et qu'emprunte aujourd'hui le Tour de Ville, un boulevard établi sur des douves qui furent comblées en 1774.

## Politique et administration

### Jumelages
Maurs est jumelée avec :
- Los Arcos (Espagne)

## Population et société

### Démographie

#### Évolution démographique
L'évolution du nombre d'habitants est connue à travers les recensements de la population effectués dans la commune depuis 1793. Pour les communes de moins de 10 000 habitants, une enquête de recensement portant sur toute la population est réalisée tous les cinq ans, les populations de référence des années intermédiaires étant quant à elles estimées par interpolation ou extrapolation. Pour la commune, le premier recensement exhaustif entrant dans le cadre du nouveau dispositif a été réalisé en 2004.

En 2022, la commune comptait 2 131 habitants, en évolution de −1,52 % par rapport à 2016 (Cantal : −1,08 %, France hors Mayotte : +2,11 %).
| 1793  | 1800  | 1806  | 1821  | 1831  | 1836  | 1841  | 1846  | 1851  |
| ----- | ----- | ----- | ----- | ----- | ----- | ----- | ----- | ----- |
| 2 045 | 2 080 | 2 185 | 2 296 | 2 423 | 2 880 | 3 004 | 3 083 | 3 081 |

| 1856  | 1861  | 1866  | 1872  | 1876  | 1881  | 1886  | 1891  | 1896  |
| ----- | ----- | ----- | ----- | ----- | ----- | ----- | ----- | ----- |
| 3 033 | 3 002 | 3 172 | 3 002 | 3 046 | 2 964 | 2 975 | 2 998 | 2 924 |

| 1901  | 1906  | 1911  | 1921  | 1926  | 1931  | 1936  | 1946  | 1954  |
| ----- | ----- | ----- | ----- | ----- | ----- | ----- | ----- | ----- |
| 2 816 | 2 766 | 2 924 | 2 393 | 2 483 | 2 475 | 2 511 | 2 692 | 2 552 |

| 1962  | 1968  | 1975  | 1982  | 1990  | 1999  | 2004  | 2006  | 2009  |
| ----- | ----- | ----- | ----- | ----- | ----- | ----- | ----- | ----- |
| 2 485 | 2 535 | 2 566 | 2 426 | 2 350 | 2 253 | 2 265 | 2 282 | 2 213 |

| 2014  | 2019  | 2022  | - | - | - | - | - | - |
| ----- | ----- | ----- | - | - | - | - | - | - |
| 2 170 | 2 111 | 2 131 | - | - | - | - | - | - |

#### Pyramide des âges
La population de la commune est relativement âgée. En 2021, le taux de personnes d'un âge inférieur à 30 ans s'élève à 24 %, soit un taux inférieur à la moyenne départementale (26,5 %). À l'inverse, le taux de personnes d'un âge supérieur à 60 ans (43,8 %) est supérieur au taux départemental (36,6 %).
En 2021, la commune comptait 998 hommes pour 1 112 femmes, soit un taux de 52.7 % de femmes, supérieur au taux départemental (51,1 %).
Les pyramides des âges de la commune et du département s'établissent comme suit :
| Hommes | Classe d’âge | Femmes |
| ------ | ------------ | ------ |
| 2,3    | 90 ou +      | 5,4    |
| 15,3   | 75-89 ans    | 19,4   |
| 22,7   | 60-74 ans    | 22,1   |
| 19,4   | 45-59 ans    | 17,6   |
| 15,1   | 30-44 ans    | 12,5   |
| 13     | 15-29 ans    | 11,5   |
| 12,3   | 0-14 ans     | 11,5   |

| Hommes | Classe d’âge | Femmes |
| ------ | ------------ | ------ |
| 1,2    | 90 ou +      | 3,1    |
| 10,1   | 75-89 ans    | 13,5   |
| 22,9   | 60-74 ans    | 22,6   |
| 21,8   | 45-59 ans    | 20,5   |
| 16,1   | 30-44 ans    | 15,2   |
| 13,8   | 15-29 ans    | 11,9   |
| 14,2   | 0-14 ans     | 13,3   |

## Culture locale et patrimoine

### Lieux et monuments
- Le château de La Borie  de Maurs.
- Le manoir de L'Estrade.

#### Église Saint-Sulpice

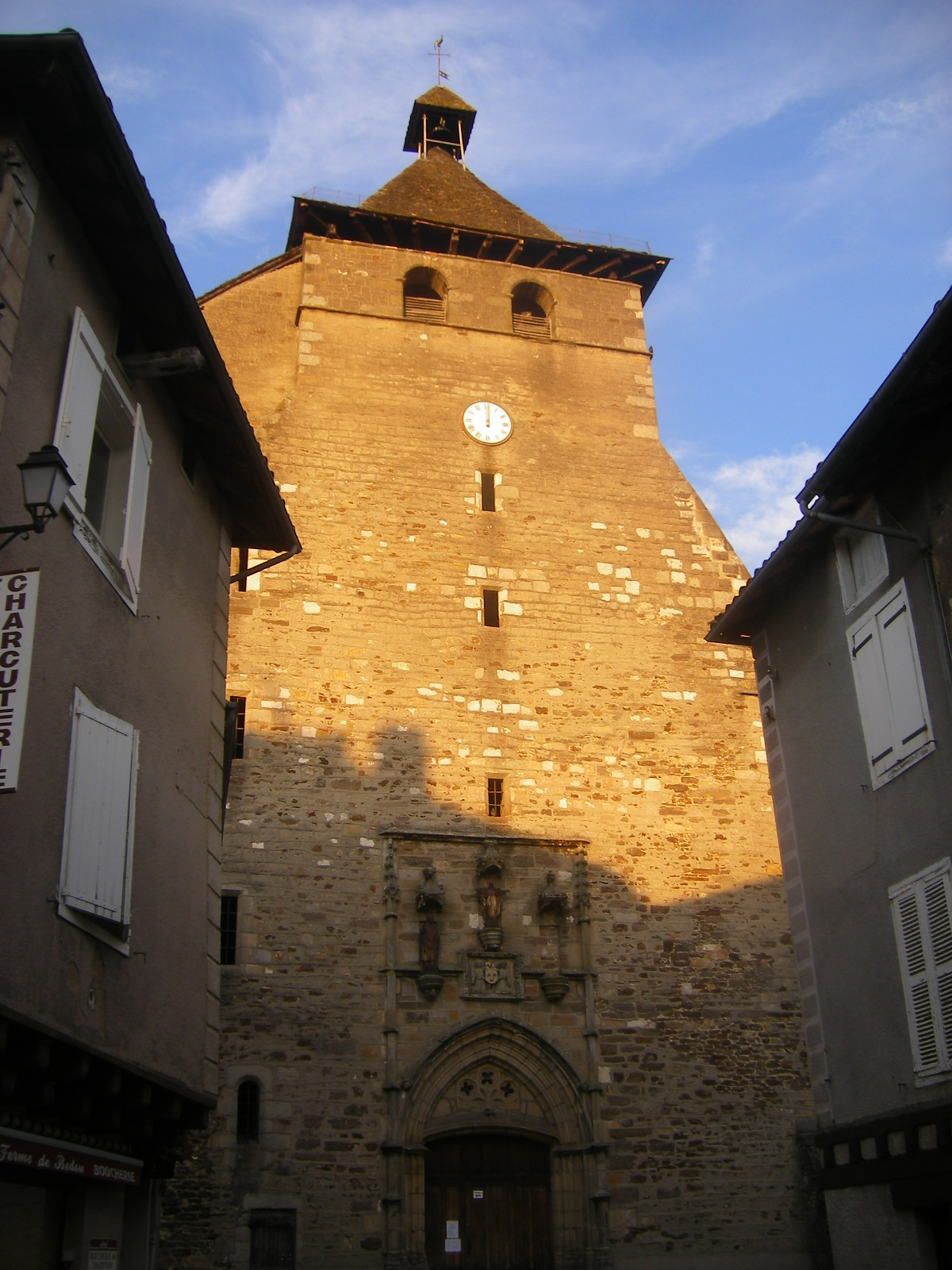
La façade de l'église.

L'église Saint-Sulpice est appelée couramment église Saint-Césaire,,, étant le patron de la ville, évêque d'Avignon.
L'église est à nef unique de trois travées avec un chœur se terminant sur une abside pentagonale. On entre dans l'église par un portail suivi d'un pseudo-narthex surmonté du clocher.

Dimensions principales :
longueur de la nef : 44 mètres ;
largeur de la nef : 12 mètres ;
hauteur sous voûtes : 11 mètres.
L'église a été classée Monument historique par arrêté du 27 avril 1970.

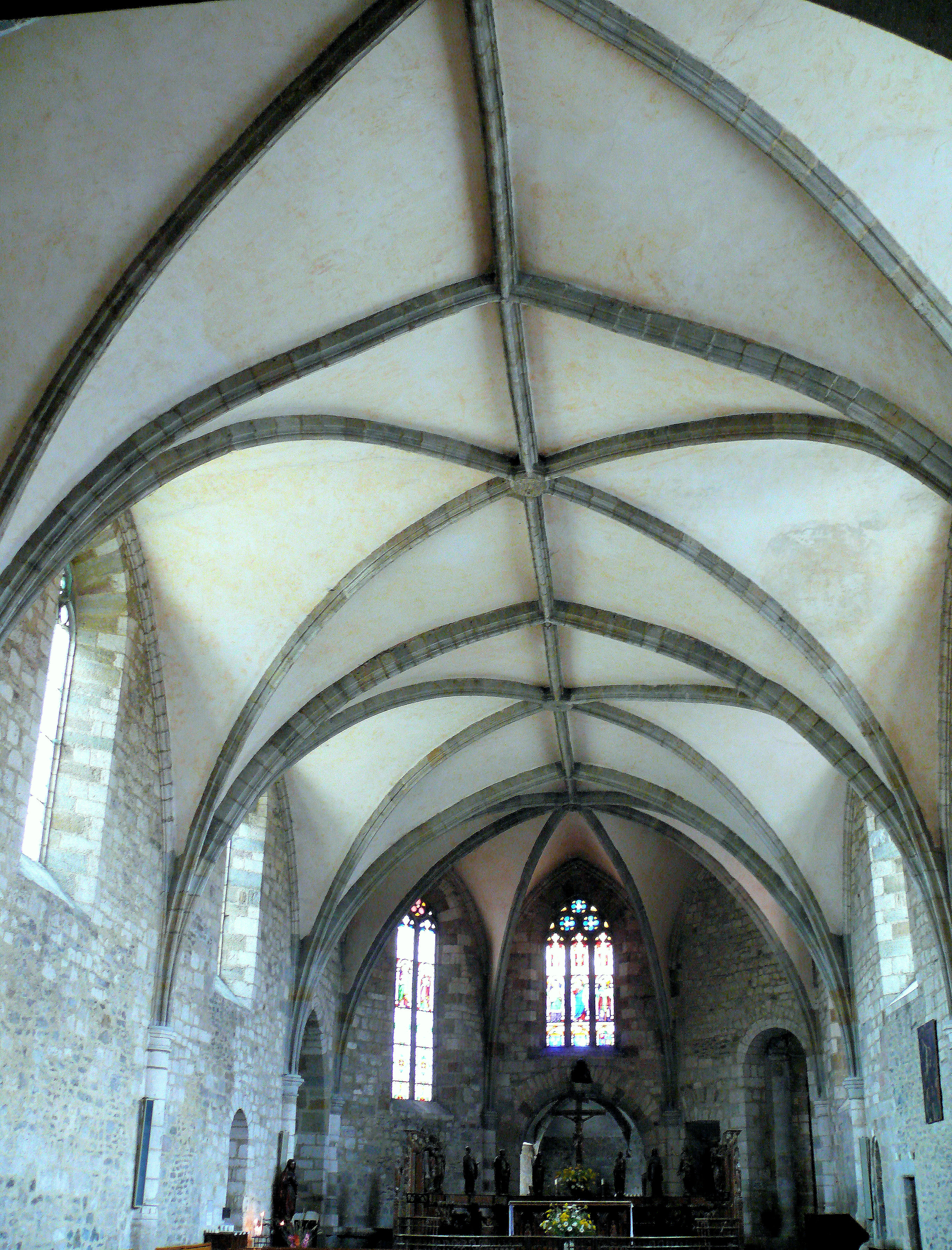
Nef.
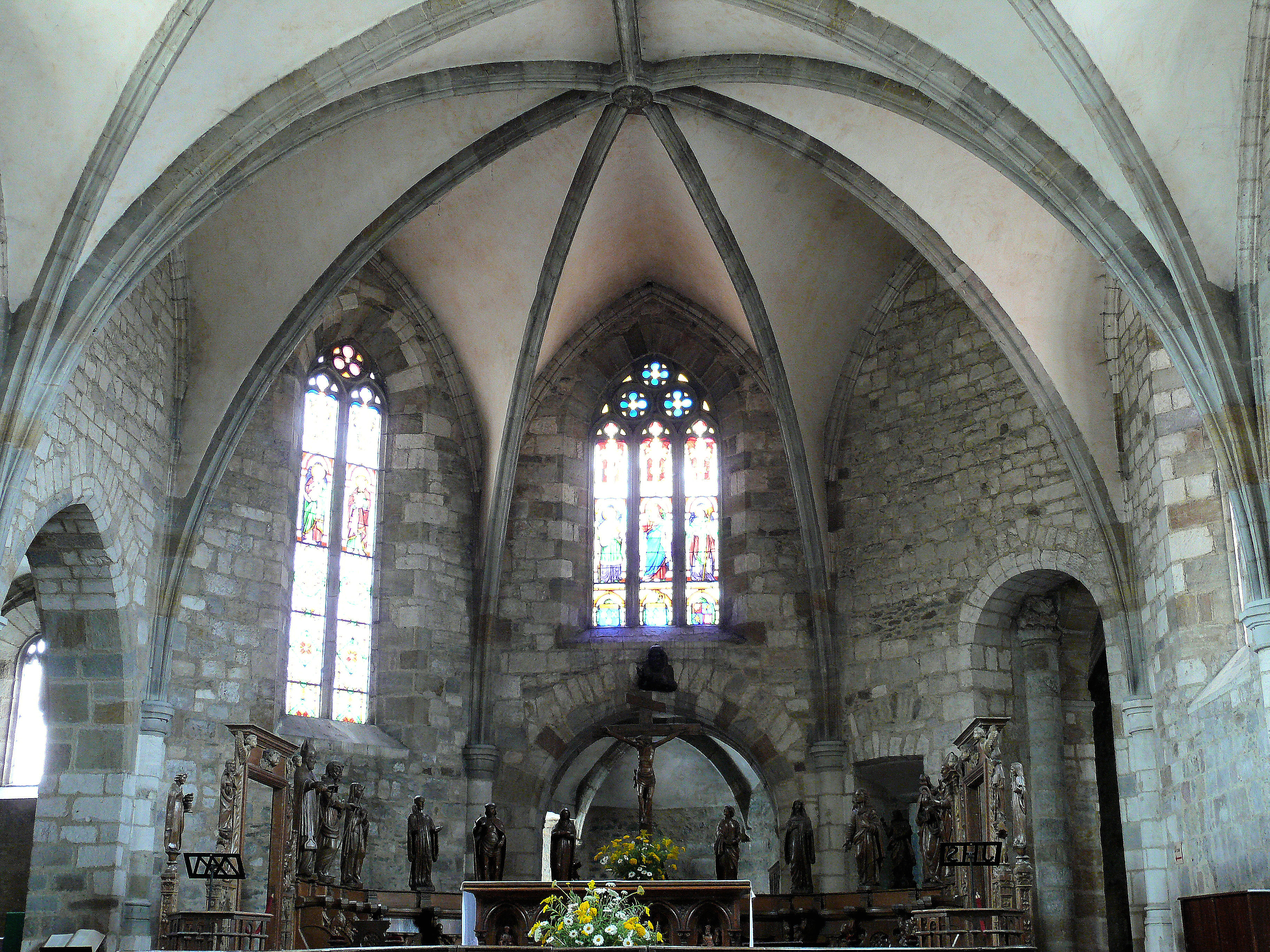
Chœur avec les stalles de 1588 et la clôture du XVIIe siècle[23].
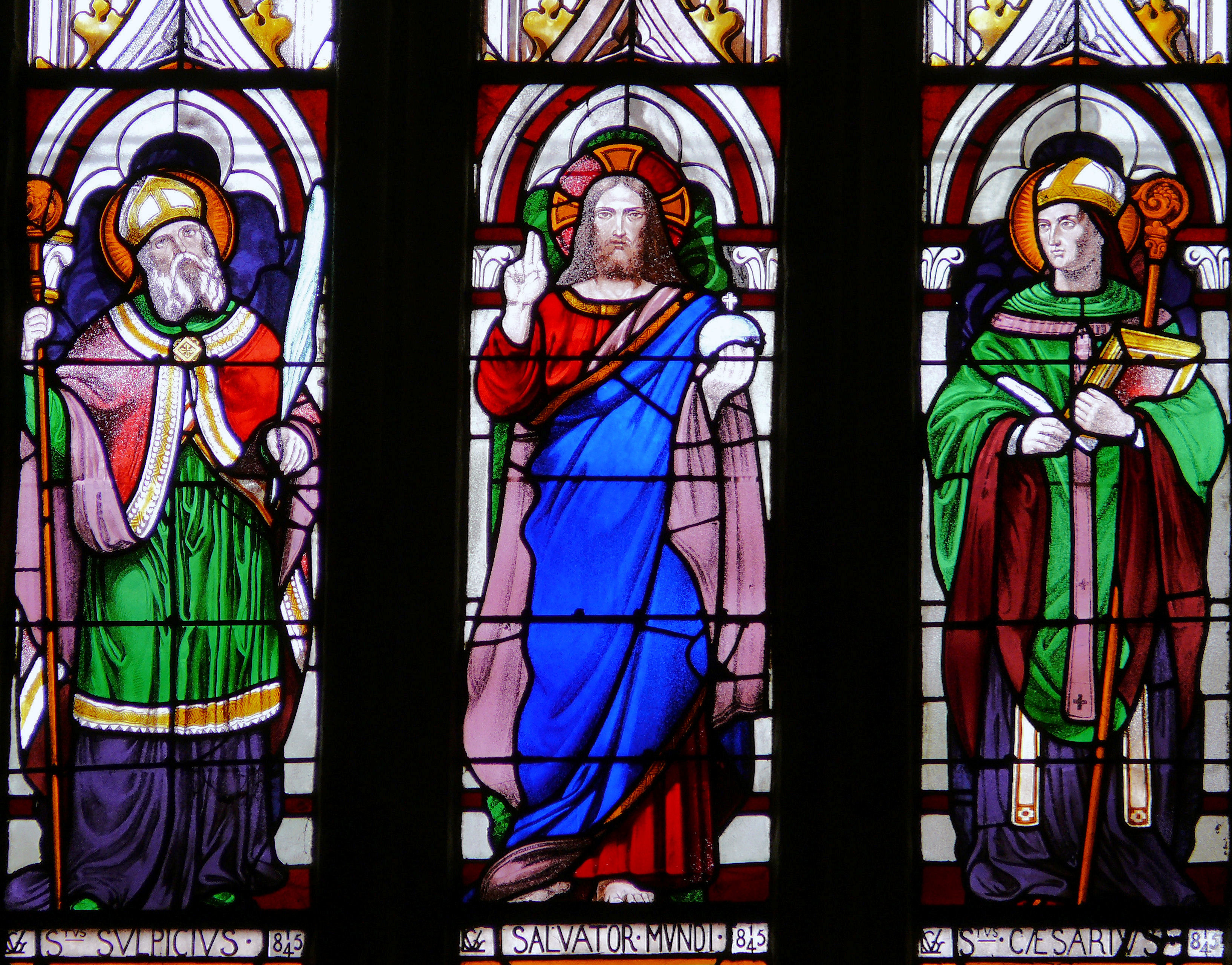
Le Christ entouré de saint Césaire et saint Sulpice (1845).
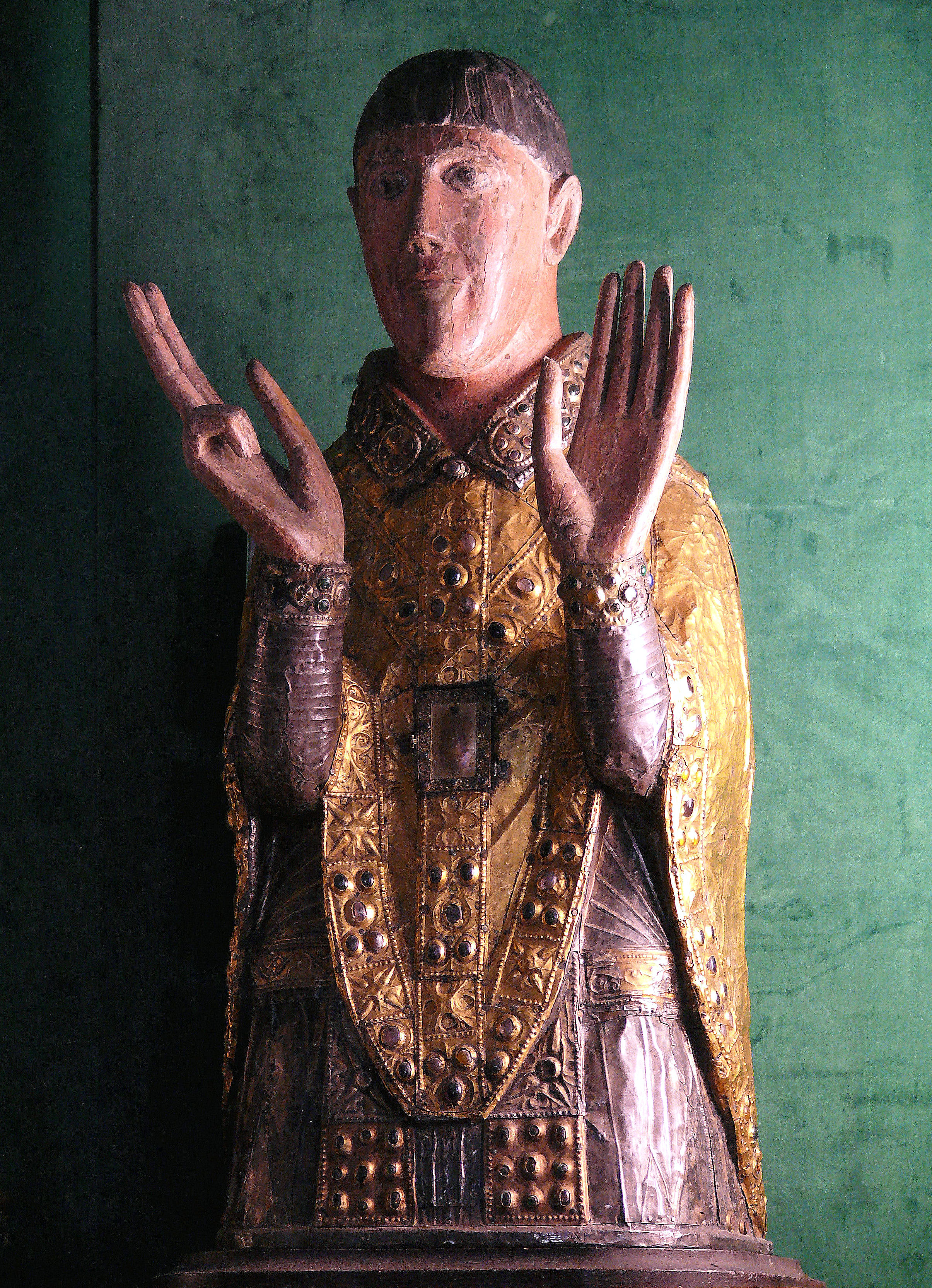
Buste-reliquaire de saint Césaire[24].

### Personnalités liées à la commune
- Fleur d'Issendolus, religieuse
- Antonin Roques (1811-1881), poète
- Pierre Miquel (1921-2002), historien de l'art spécialiste du romantisme et du paysage au dix-neuvième siècle

### Héraldique
| Blason de Maurs | Blason  | D'or à une fasce de sable.                                                |
| Blason de Maurs | Détails | Armes parlantes (Maure). Le statut officiel du blason reste à déterminer. |
| Blason de Maurs | Alias   | D'or à la tête de Maure de sable tortillée d'argent.                      |
| Blason de Maurs | Alias   | D'or au Maure de sable. Armes attribuées par Charles d'Hozier en 1696.    |